# Vécs
Vécs es un pueblo ubicado en el distrito de Gyöngyös, en el condado de Heves, Hungría.

## Superficie
Posee una superficie de 25,66 kilómetros cuadrados.

## Demografía
Hasta 2019 la población era de 622 habitantes, con una densidad de población de 24,24 habitantes por kilómetro cuadrado.